# Примулако (Удине)
Примулако је насеље у Италији у округу Удине, региону Фурланија-Јулијска крајина.
Према процени из 2011. у насељу је живело 559 становника. Насеље се налази на надморској висини од 151 м.